# Vesterbølle Sogn
Vesterbølle Sogn er et sogn i Vesthimmerlands Provsti (Viborg Stift). I Vesterbølle Sogn ligger Vesterbølle Kirke og hovedgården Lerkenfeld.

## Historie
I 1800-tallet var Østerbølle Sogn anneks til Vesterbølle Sogn. Begge sogne hørte til Rinds Herred i Viborg Amt. Vesterbølle-Østerbølle var én sognekommune, men blev delt i to da Østerbølle blev et bysogn med den voksende stationsby Ålestrup. Ved kommunalreformen i 1970 indgik begge sognekommuner i Ålestrup Kommune, hvis hovedpart inkl. Vesterbølle blev indlemmet i Vesthimmerlands Kommune ved strukturreformen i 2007.

## Stednavne
I sognet findes følgende autoriserede stednavne:
- Glerup (bebyggelse, ejerlav)
- Holmen (areal)
- Knudstrup (bebyggelse, ejerlav)
- Knudstrup Hede (bebyggelse)
- Vesterbølle (bebyggelse, ejerlav)

## Folketal
Ved folketællingen i 1787 blev der registreret 458 personer i sognet. Dette antal øgedes gennem 1800-tallet og ved folketællingen i 1916 var der 1.082 personer.

## Svingelbjerg
Efter opførelsen af Svingelbjerg Kirke i 1907 blev Svingelbjerg i 1908 et kirkedistrikt i Vesterbølle Sogn. Det blev i 1976 udskilt fra Vesterbølle Sogn som det selvstændige Svingelbjerg Sogn..